# 24133 Chunkaikao
24133 Chunkaikao là một tiểu hành tinh vành đai chính với chu kỳ quỹ đạo là 1958.0526383 ngày (5.36 năm).
Nó được phát hiện ngày 4 tháng 11 năm 1999.